# Oncothericles arabicus
Oncothericles arabicus is een rechtvleugelig insect uit de familie Thericleidae. De wetenschappelijke naam van deze soort is voor het eerst geldig gepubliceerd in 1934 door Bolívar.